# Kanton Dax-2
Dax-2 is een kanton van het Franse departement Landes. Het kanton omvat een deel van het arrondissement Dax
Het werd opgericht bij decreet van 18.2.2014 en is effectief sinds de departementale verkiezingen op 22.3.2015. Het omvat 9 gemeenten van het afgeschafte kanton Dax-Sud, en het deel van de gemeente Dax dat ten zuiden van de Adour ligt. Het kanton telt (2013) 29900 inwoners.

## Gemeenten
Het kanton Dax-2 omvat de volgende gemeenten:
- Bénesse-lès-Dax
- Candresse
- Dax (deels, hoofdplaats)
- Heugas
- Narrosse
- Oeyreluy
- Saint-Pandelon
- Saugnac-et-Cambran
- Seyresse
- Yzosse